# Trabancos
El Trabancos és un riu transitori, afluent del riu Duero pel sud, discorrent entre el riu Zapardiel i el Guareña. Neix en La Moraña (comarca del nord de la província d'Àvila), prop de la localitat de Blascomillán, a uns 1.100 metres d'altura, té uns 85 km de longitud i, encara que la seva llera és estable, només porta aigua quan es produeixen pluges torrencials. Les localitats més destacades per les quals passa són San Cristóbal de Trabancos i Horcajo de les Torres, a Àvila; juntament amb Freixe el Vell i Castrejón a la província de Valladolid.

## Geomorfologia
Des del seu naixement, en la província d'Àvila, fins a la seva desembocadura en la val·lisoletana població de Pollos, el seu curs es veu intensament condicionat per una falla del Cenozoic —edat probable Pre-Pontiniense— que, com la majoria de les falles d'aquesta època observades en la zona, segueix una direcció NNE-SSW. Aquesta falla separa materials d'edat oligocens, en el marge dret, i miocens, en el marge esquerre. Sobre ells s'han dipositat diferents materials del Quaternari.
Els estudis de camp en la zona del Trabancos entri les localitats de Castrejón i Pollos (província de Valladolid), contrastats amb la bibliografia i cartografia existent donen com a resultat la identificació de tres o quatre nivells de terrasses fluvials: la denominada TT-1, la més antiga, a +35/40 metres sobre la llera del rierol; la segona és la TT-2, aproximadament a +25/30 metres; TT-3 a uns +15 metres i TT-4 a uns + 10 metres.
Per altra banda, en el curs mitjà final del Trabancos s'ha identificat un glacis, possiblement Quaternari, que l'autor Alfredo Pérez-González denomina "Superfície d'Alaejos", la coberta del qual és variada: sòls vermells argílics, col·luvions de cants de quars i quarsita, etc.
Les terrasses fluvials del Trabancos únicament s'han detectat en el marge esquerre del riu, sobre el Miocè, degut al fet que el fort desnivell del marge oposat, per la gran potència erosiva ocasionada, impedeix la seva gènesi o, almenys, la seva conservació.

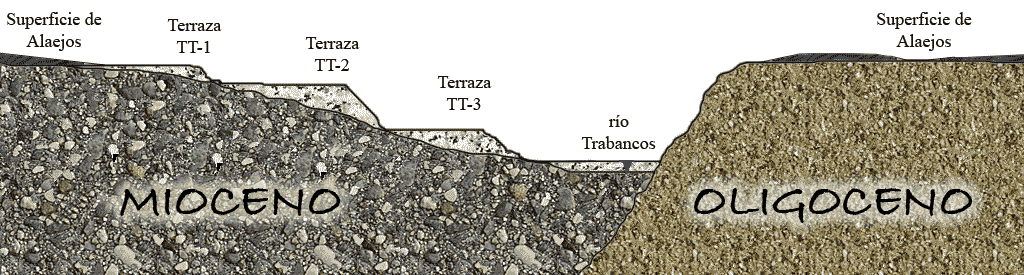
Tall geomorfològic del Trabancos, mostrant la possible falla que afecta el curs mig i final del riu.

De les terrasses anteriorment citades, la que s'ha denominat TT-4 només és visible a l'altura de Narros del Castillo (Àvila). La terrassa TT-3, en canvi, és la millor conservada; encara que, certament, la seva altura sobre la llera del rierol no és constant, ressalta clarament sobre la plana d'inundació. També la denominada terrassa TT-2 es conserva bastant bé, encara que està molt més tallada per altres rierols afluents del Trabancos. Per la seva banda, de la terrassa TT-1 tot just si es conserven alguns esbossos al sud del terme municipal d'Alaejos (Valladolid), sent molt difícil de diferenciar del sòl col·luvionar que cobreix la "Superfície d'Alaejos". Entrats ja en el les terres del municipi de Pollos, el rierol deixa de formar terrasses, per a tallar transversalment les del riu Duero, baixant bastant encaixat (entre 40 i 60 metres).
La terrassa TT-3 és molt abundant en cants de quarsita, degut, probablement, que el Trabancos va seccionar materials miocens, formats per una potent massa de conglomerats molt compactes, amb ciment calcari i silici, que aflora en els talussos que separen la terrassa de la llera del riu. També la terrassa TT-2 és rica en quarsita al nord-oest del municipi del Sieteiglesias de Trabancos, però, en aquesta ocasió, és degut al fet que la inclinació del terreny afavoreix la creació d'un glacis a partir de les terrasses del Duero, de manera que la quarsita d'aquestes es diposita sobre la superfície fluvial fòssil del Trabancos.
Tenint en compte aquesta última dada, que les terrasses del Trabancos tallen algunes de les terrasses del Duero, cap concloure que són posteriors. Així, la "superfície d'Alaejos "s'encaixa de 4 a 6 metres en la terrassa del Duero TD-7 (+74/80 m), al NO de Sieteiglesias de Trabancos" (Pérez-González, op. cit. pàg. 733 i quadre 3); també la terrassa del Trabancos TT-2 talla les terrasses del Duero i, atès que el citat dipòsit quaternari del Duero (TD-7), ha estat datada per Alfredo Pérez-González (op.cit.) en l'inici del Plistocè Mig, i que les terrasses del Trabancos són posteriors a la "Superfície d'Alaejos", és plausible prendre aquesta data com orientació pos-quem, per a datar la formació de la vall fluvial que ens ocupa: la data proposada seria, doncs, mitjans del Plistocè Mig, cap endavant.

## Ressenya històrica
Aquest insignificant curs d'aigua té una escassa o nul·la importància hidrogràfica, però, almenys fins al segle xiii tengué un paper no menyspreable en la història de l'Altiplà Nord espanyol.

### La prehistòria
Es coneixen restes des de la prehistòria, concretament des del Paleolític inferior en les terrasses quaternàries de les comarques de Narros del Castillo (Àvila) i de Siete Iglesias de Trabancos (Valladolid).
En ambdues zones s'han recollit, en superfície, materials lítics propis de l'Acheulià: nuclis d'extraccions centrípetes i desorganitzades, lasques Levallois i lasques Kombewa, cants tallats i bifaces.
- Nucli centrípeta
- Bifaç sobre lasca
- Cant tallat monofacial
- Un altre bifaç sobre lasca

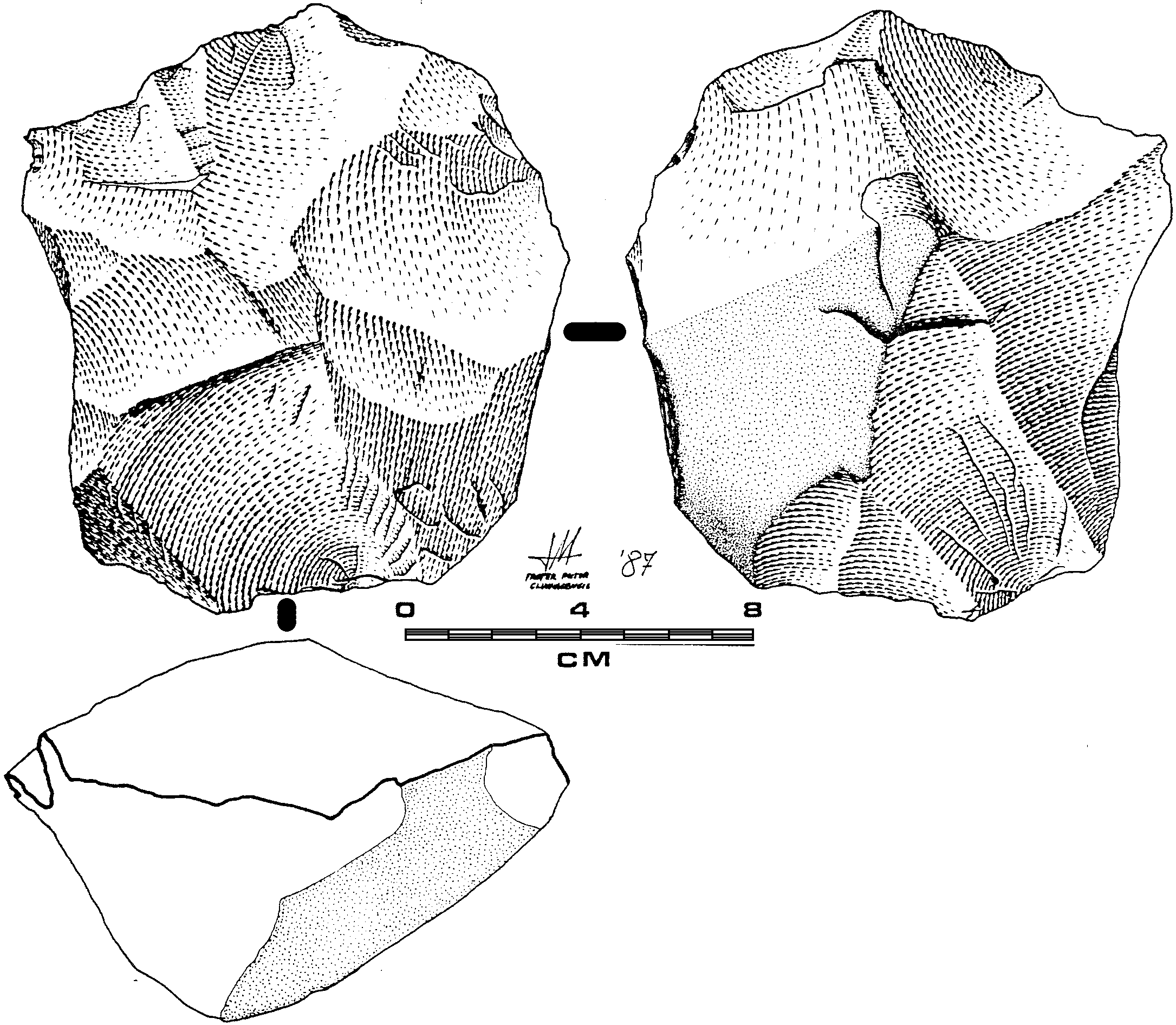
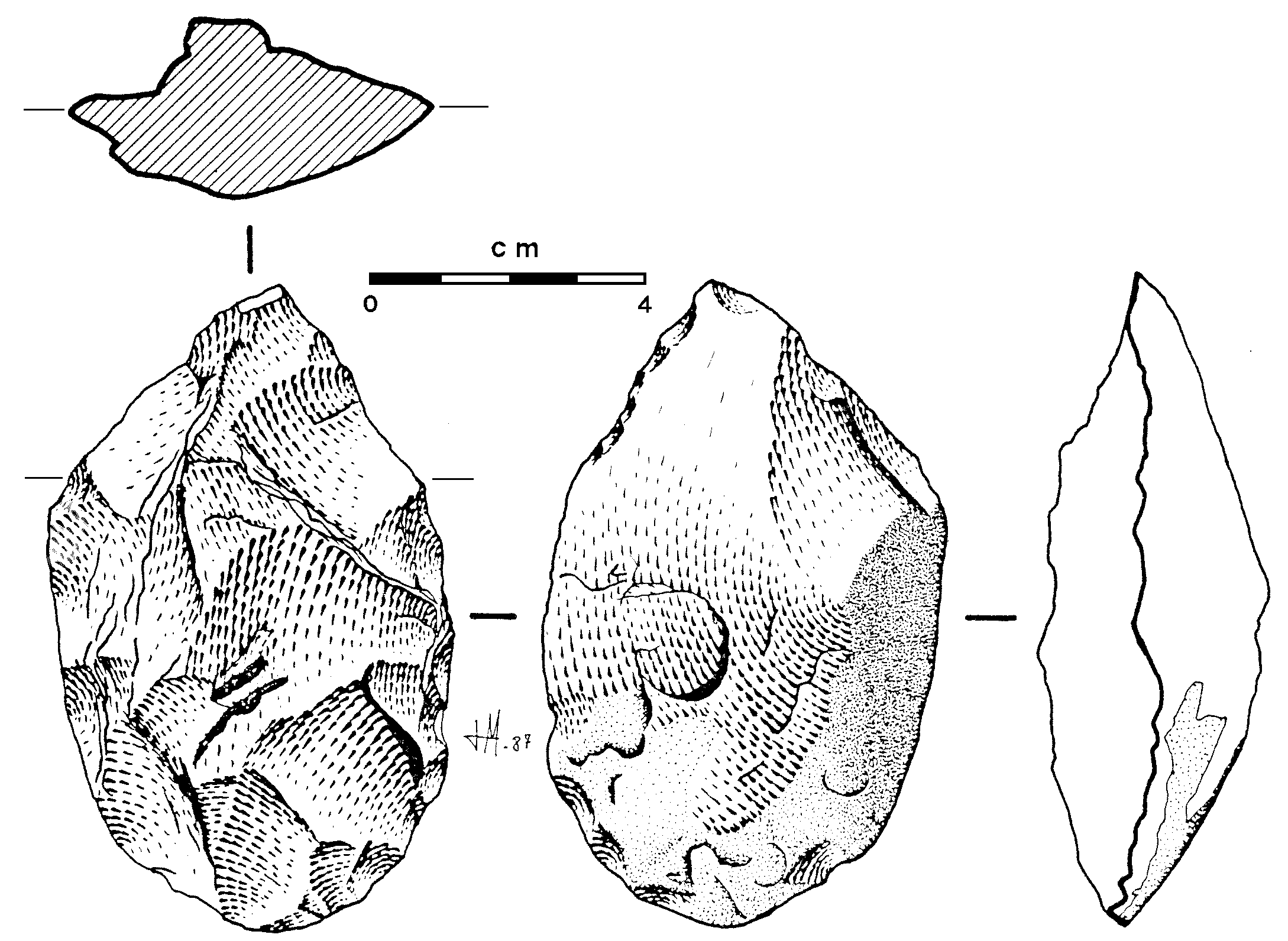
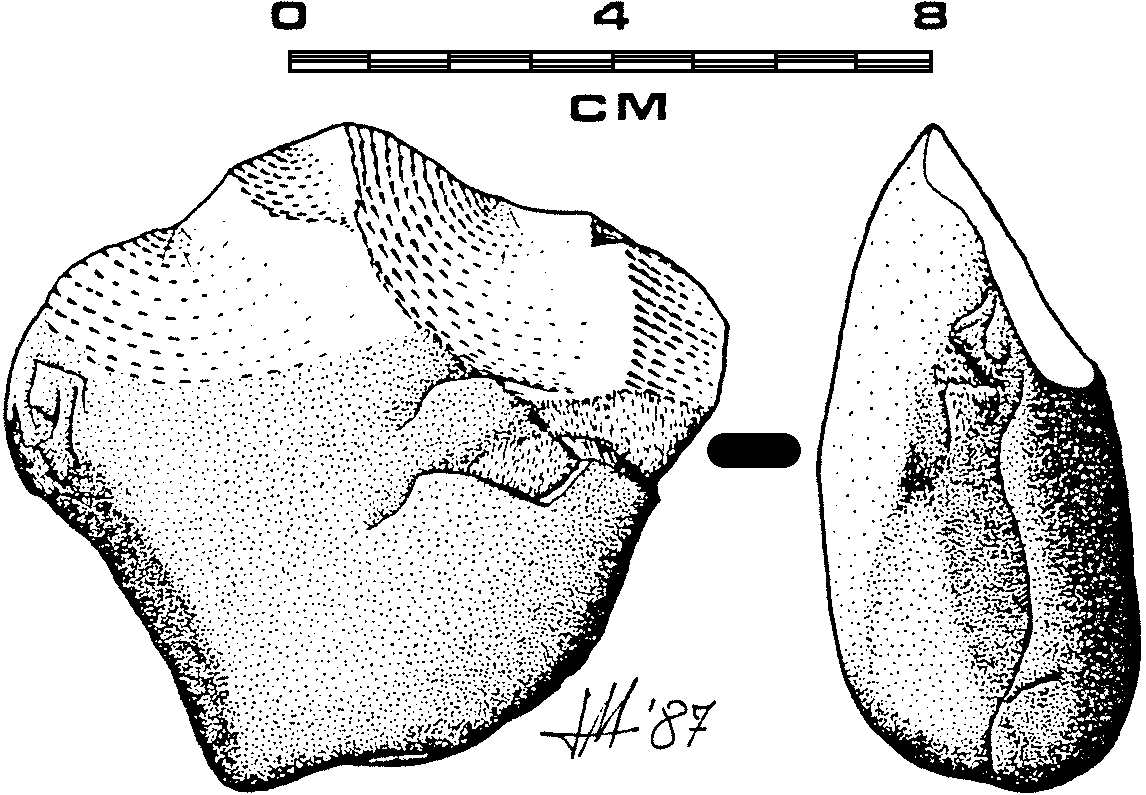
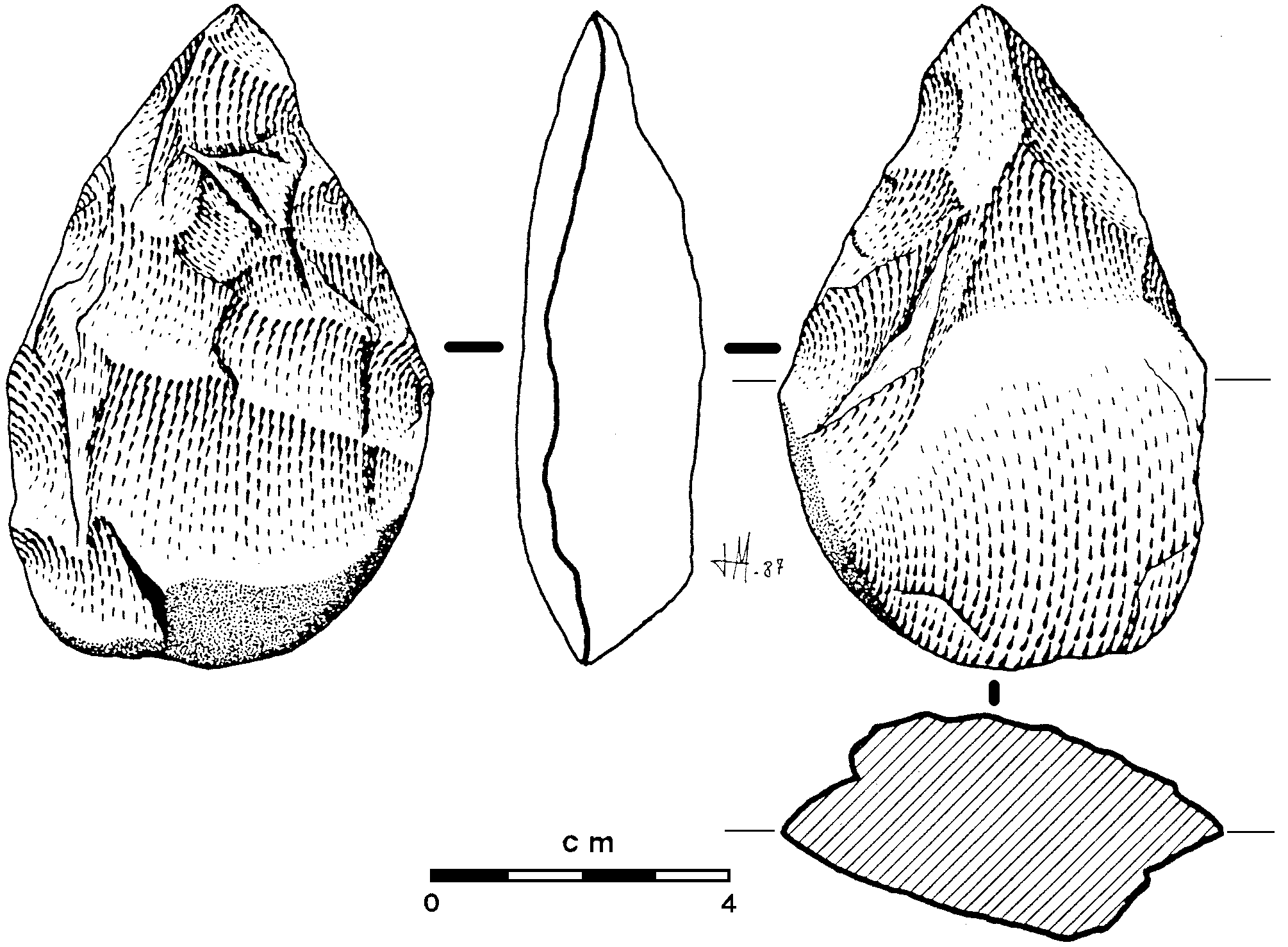

Fins a l'època tardoromana no trobem més notícies arqueològiques segures: sovint s'atribueix aquest buit al tipus de terreny i a la duresa del clima en la zona estrictament pertanyents a la vall del Trabancos; tal vegada aquesta hagué de ser una zona de ningú entre vacceus i vetons, una zona que fa frontera, que sembla la vocació d'aquest humil riu.
Tan sols a Siete Iglesias de Trabancos han aparegut restes molt escasses i ambigües que recorden a la "ceràmica a pinta" de l'edat del ferro. No hi ha més troballes prehistòriques... No està en la conca del Trabancos, però podem complementar les dades amb la notícia (per excavacions d'urgència) d'una sèrie d'inhumacions de l'edat del bronze a Alaejos (Valladolid). No obstant això, als voltants de la desembocadura del riu, més aviat en relació amb el Duero, concretament al municipi de Pollos, hi ha nombroses restes disperses i de superfície datables en la segona edat de Bronze, l'anomenada «tipus Cogotas» i «Proto-Cogotas» (Mañanes, 1976, pàgines 83-85).
|  |  |

### Època Romana
Els romans hagueren d'arribar a aquesta zona al segle ii aC, amb les campanyes de Luci Lucul·le (152 aC), però aquesta zona va quedar al marge dels episodis principals, així com de la creació de municipis i vies més importants (les més properes eren: per l'est, la que seguia el riu Eresma per Cauca/Coca i Nivaria/Matapozuelos, fins a Septimanca/Simancas, és l'anomenada Via XXIV; i, per l'oest, la Via de la Plata). No obstant això se sap que en la localitat val·lisoletana de Castrejón havia un llogaret o vicus, que probablement és d'origen preromà. De fet, l'etimologia de la paraula "Trabancos" suggereix un nom anterior a l'ocupació romana. Seguint a Castrejón, en el que es coneix com a pagament de Lavachicha van aparèixer restes de Terra Sigillata Hispànica i les excavacions arqueològiques dels anys vuitanta van exhumar restes d'una necròpoli tardoromana o, tal vegada, visigoda. Restes molt semblades de ceràmica tardoromana, però només de superfície, s'han trobat a Carpio. Nava del Rey és altre dels municipis que creua aquest riu en els quals s'han trobat restes superficials de Terra Sigillata Hispànica, a més d'un fragment de plat amb vernís vermellós molt similar al que usaven els legionaris romans en campanya (aquests tres municipis són de la província de Valladolid: Mañanes, op. cit, pàgines 72-73 i 82).

### L'edat mitjana
Encara en l'edat mitjana, aquesta va seguir sent una zona de poc interès. No existeixen documents escrits sobre aquest territori fins al segle xii. Se sap que els àrabs van assentar als seus aliats amazics a la ribera del Duero, entre els anys 711 i 740. Però la majoria d'aquests muladís abandonaren el lloc per una duríssima sequera que va tenir lloc entre els anys 750 i 753. Només els nuclis més importants van sobreviure (Medina del Campo, Olmedo, Alcazarén, Tordesillas, etc.). Durant la conquesta cristiana es va posar poc èmfasi a repoblar aquestes terres, perquè era essencial per als monarques consolidar zones més estratègiques: al segle xi era prioritari el sud del Sistema Central, per això, la Tierra de Medina del Campo es va deixar per al segle xii.
No obstant això, el professor de la Universitat de Valladolid, Tomás Mañanes, investigant les valls del Trabancos i del Guareña, va trobar nombroses torrasses defensives o Torrejones (segons la denominació local) que dataven del segle xi, és a dir, anteriors a la repoblació oficial. Concretament, van ser testificats més de deu estructures defensives, de diferent grandària en el curs del Trabancos per la província de Valladolid.